# 空中ランチ
『空中ランチ』 (くうちゅうランチ、アイルランド語: Lón sa Spéir [ˈl̪ˠoːn̪ˠ sˠə ˈsˠpʲeːɾʲ], 直訳: Lunch in the Sky) は、2012年のアイルランド語によるドキュメンタリー映画である。

## 解説
1932年の写真作品『摩天楼の頂上でランチ』の背後にある、アイルランドとのつながりや世紀が切り替わる際のニューヨークでの移民の物語を描いている。 監督はショーン・オ・クーローン、プロデューサーは彼の兄弟であるエイモン・オ・クーローン、ナレーションはフィオヌラ・フラナガンが担当した。ゴールウェイ・フラー映画祭にて2012年に初演された。
日本においては2014年3月17日に渋谷にあるUPLINK FACTORYにて上映されたほか、アメリカのバンドソーラス来日公演に合わせて2014年春には焼津文化会館でも上映された。

## 受賞
- 特別アイルランド語賞 - 10th Irish Film & Television Awards[10][11]